# Huarijská kultura

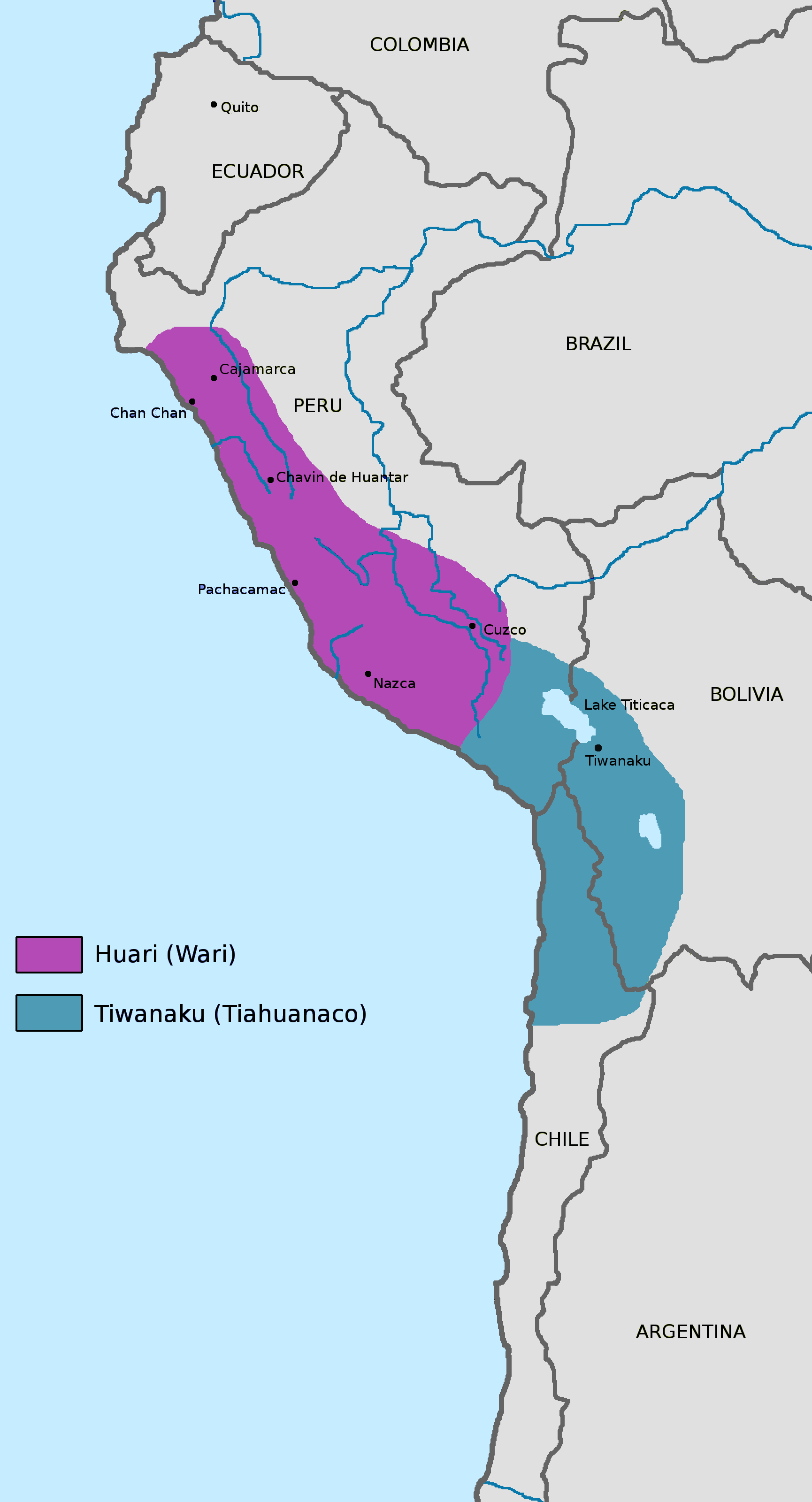
Území huarijské kultury fialově, Tiahuanaca modře

Huarijská kultura, též Kultura Huari či Kultura Wari, byla starověká kultura v předkolumbovské jižní Americe, na území dnešního Peru, v jeho západní části, u pobřeží Tichého oceánu, přesto do značné míry v horských oblastech And. Spolu s Tiahuanacem nejvýznamnější jihoamerické civilizační centrum své doby (tzv. říše středního horizontu). Navazovalo na močickou kulturu. Říše Huari se začala rozvíjet okolo roku 500 a existovala zhruba půl století. Zpočátku se kultura Tiahuanaca, ležící na jih od Huari, rovněž v pacifickém pobřežním pásu, vyvíjela dosti nezávisle (jejím předchůdcem nebyla Močická kultura, ale spíše kultura Pucara), ale v 6.–7. století se Huari a Tiahuanaco natolik sblížily, že historikové často hovoří o kultuře jediné. Název říše dostala podle svého hlavního města Huari (Wari), které leželo asi 11 kilometrů severovýchodně od dnešního města Ayacucho. Zatímco Tiahuanaco bylo spíše náboženským centrem, Huari mělo světský charakter, bylo to město spojené s okolím pevnými silnicemi, zřejmě obchodní centrum. Bylo tvořeno ulicemi do pravého úhlu. Počet obyvatel města se odhaduje na 40 000. Domy byly postaveny z kamene a některé byly až třípatrové. Kolem roku 800 se dostalo do krize v důsledku sucha a kolem roku 1000 bylo patrně velmi náhle a z neznámých důvodů opuštěno. Vchody budov byly zablokovány, jako kdyby se obyvatelstvo chtělo do města znovu vrátit, to se však z nejasných důvodů nestalo. Podle některých archeologů byly příčinou násilné konflikty mezi jednotlivými skupinami obyvatel. Lidé huarijské kultury hovořili dnes už vymřelým jazykem puquina. Písemné památky nalezeny nebyly. Sociální systém byl dosti hierarchický, založený na povinné práci obyvatel pro své vládce – na stavbách a na terasovitých polích – i daních. Zdá se, že tento systém převzala navazující (přesněji po pozdním přechodném období vyvstávající) Kultura Chimú a od ní Inkové. O významné sociální stratifikaci svědčí průlomový objev hrobek z roku 2013, v lokalitě El Castillo de Huarmey. Tento objev též ukázal, že těla králů (byla nalezena těla tří královen) byla mumifikována, a že kultura užívala lidské oběti (v hrobce tří královen jich bylo nalezeno 60).